# Génesis Carmona
Génesis Cristina Carmona Tovar (Valencia, 20 de setembro de 1991 - Valencia, 19 de fevereiro de 2014) foi uma modelo e miss venezuelana.

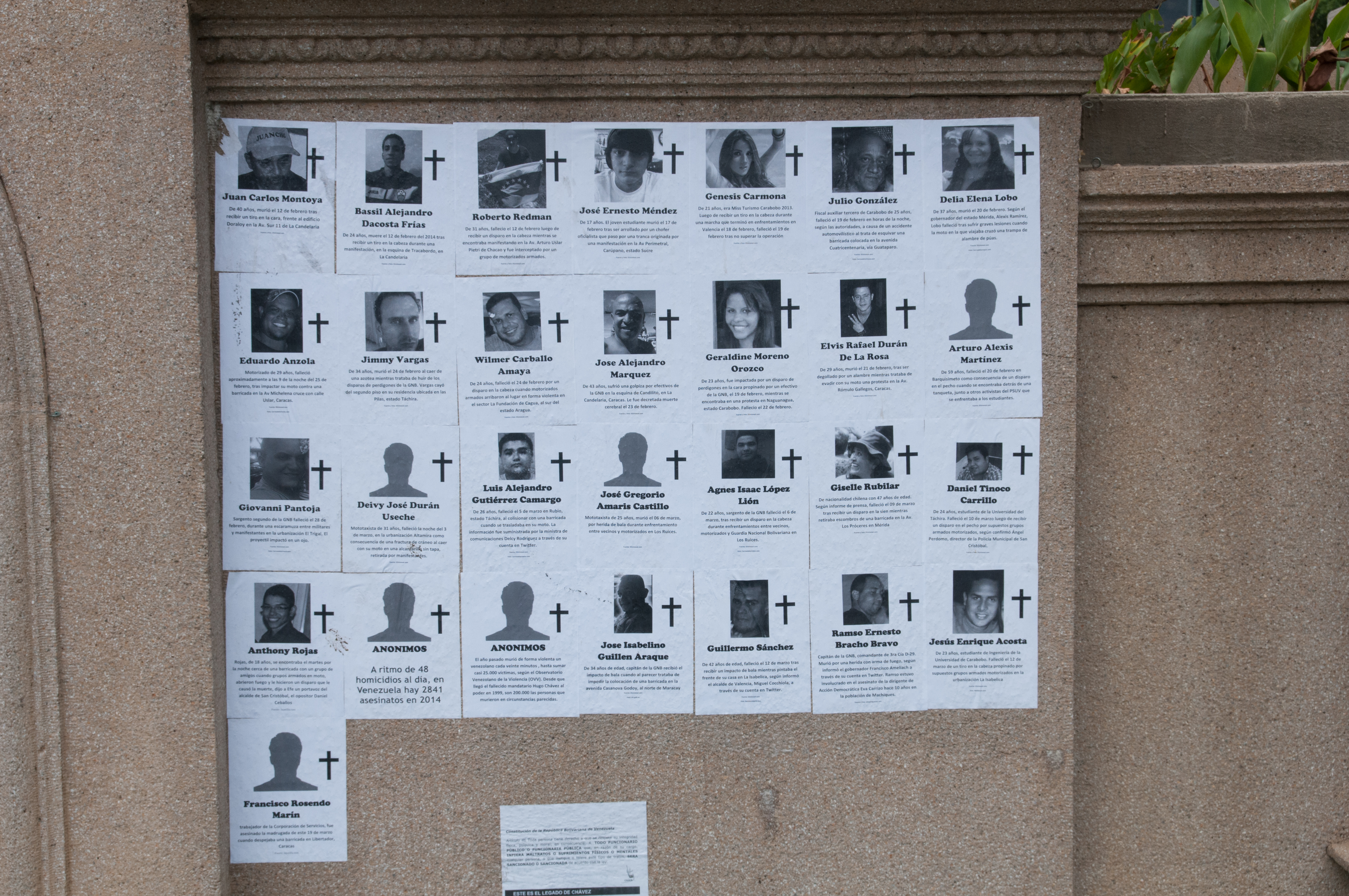
Memorial para alguns dos mortos durante protestos na Venezuela em 2014, com a fotografia de Carmona.

Carmona morreu em fevereiro de 2014 durante protestos na cidade de Valencia (Venezuela), capital do Estado de Carabobo, quando participava de uma manifestação pacífica contra o governo venezuelano de Nicolás Maduro e foi baleada na cabeça por um grupo de motoqueiros.
Eleita miss turismo de Carabobo em 2013, Carmona era estudante de marketing na Universidade do Estado de Carabobo. 